# Камп младих чувара природе
Камп младих чувара природе је едукативни програм, који се од 2006. године, организује на Митровцу на Тари, у организацији ЈП Национални парк Тара. Програм је намењен за децу основношколског узраста (7-15 година), развијен је по узору на пројекат Европске асоцијације националних паркова (Europarc federation) - Junior Ranger Camp. Од оснивања кроз камп је прошло око 700 деце из целе Србије.
Циљеви Кампа младих ренџера су упознавање деце са:
- Природним, културно-историјским и традиционалним вредностима националног парка,
- Значајем националних паркова и заштитом природе - подизање еколошке свести,
- Улогом и радом ренџера у Националном парку,
- Дружење деце из различитих места.

Рад се одвија по групама од 12 учесника, са децом узраста 7-15 година, кроз следеће активности: 
- Обилазак терена (значајни локалитети, едукативне стазе, сеоска домаћинства),
- Обука у различитим вештинама потребним за сналажење у природи,
- Едукација (презентације и предавања о природним, културно-историјским и традиционалним вредностима НП Тара)
- Креативни рад (игре, радионице, дружење...)

Сваку групу „Младих чувара природе” поред инструктора на терену, прати и педагог, који се стара о деци свих 7 дана, колико Камп траје. Смештај је у објектима НП Тара, а исхрана је организована у Дечијем одмаралишту Митровац на Тари, где је обезбеђен и медицински надзор.